# Serhiy Sednev
Serhiy Anatoliyovitch Sednev (en ukrainien : Сергій Анатолійович Седнєв), né le 16 décembre 1983 à Hloukhiv, est un biathlète ukrainien. Il a gagné une épreuve de Coupe du monde.

## Carrière
Serhiy Sednev fait ses débuts en Coupe du monde en janvier 2004, peu avant de remporter une médaille de bronze aux Championnats du monde junior sur la poursuite. Il monte pour la première fois sur un podium de Coupe du monde à l'occasion de l'individuel de Pokljuka, le 13 décembre 2007 en terminant troisième de la course. Le 21 janvier 2010 à Antholz, il signe sa seule victoire en Coupe du monde, sur l'individuel, grâce à un vingt sur vingt au tir. Lors des Championnats du monde 2011, il remporte une médaille de bronze sur le relais qu'il échangera contre une médaille d'argent quelques années plus tard, à la suite de la disqualification du relais russe pour le dopage d'Ustyugov. Lors de cette même saison, il ajoute deux podiums individuels à son compteur, à Hochfilzen et Pokljuka, établissant son meilleur classement général dans la Coupe du monde, le quinzième rang.
Il est contrôlé positif à l'EPO sur un échantillon du 22 janvier 2013. Tous ses résultats sont donc annulés à partir de cette date, soit des mondiaux de Nove Mesto 2013 en passant par les Jeux olympiques de Sotchi en 2014, jusqu'en décembre 2014 et sa toute dernière apparition en Coupe du monde.

## Palmarès

### Jeux olympiques
| Épreuve / Édition | Vancouver 2010 | Sotchi 2014 |
| Individuel        | 67e            | —           |
| Sprint            | 21e            | DSQ         |
| Poursuite         | 10e            | DSQ         |
| Départ en masse   | 20e            | —           |
| Relais            | 7e             | —           |

### Championnats du monde
| Épreuve / Édition | Antholz 2007 | Östersund 2008 | Pyeong Chang 2009 | Khanty-Mansiïsk 2010 | Khanty-Mansiïsk 2011     | Ruhpolding 2012 | Nove Mesto 2013 |
| Individuel        | 42e          | 67e            | 42e               |                      | —                        | —               | DSQ             |
| Sprint            | —            | —              | —                 |                      | 32e                      | 83e             | DSQ             |
| Poursuite         | —            | —              | —                 |                      | 26e                      | —               | DNS             |
| Départ en masse   | —            | —              | —                 |                      | 24e                      | —               | —               |
| Relais            | —            | —              | —                 |                      | Médaille d'argent, monde | 8e              | DSQ             |
| Relais mixte      | —            | —              | —                 | 6e                   | —                        | —               | DSQ             |

### Coupe du monde
- Meilleur classement général : 15e en 2011.
- 4 podiums individuels : 1 victoire, 1 deuxième place et 2 troisièmes places.
- 2 podiums en relais : 1 deuxième place et 1 troisième place.
- 2 podiums en relais mixte : 2 deuxièmes places.

#### Classements en Coupe du monde
| Saison    | Classement général final | Individuel | Sprint | Poursuite | Mass start |
| 2003-2004 | nc                       |            | nc     |           |            |
| 2004-2005 | nc                       | nc         | nc     | nc        |            |
| 2005-2006 | nc                       | nc         | nc     |           |            |
| 2006-2007 | nc                       | nc         | nc     | nc        |            |
| 2007-2008 | 46e                      | 11e        | 68e    | 49e       | 43e        |
| 2008-2009 | 46e                      | 13e        | 77e    | 37e       |            |
| 2009-2010 | 23e                      | 4e         | 28e    | 22e       | 29e        |
| 2010-2011 | 15e                      | 17e        | 16e    | 22e       | 15e        |
| 2011-2012 | 53e                      | 47e        | 44e    | 60e       |            |
| 2012-2013 | 44e                      | 42e        | 49e    | 42e       |            |
| 2013-2014 | DSQ                      | DSQ        | DSQ    | DSQ       |            |

#### Victoire
| Saison    | Individuel | Sprint | Poursuite | Mass start | Total |
| 2009-2010 | Antholz    |        |           |            | 1     |
| Total     | 1          | 0      | 0         | 0          | 1     |

### Championnats d'Europe
- Médaille d'argent de la poursuite en 2009.
- Médaille de bronze de l'individuel en 2009.

### Championnats du monde junior
Il a obtenu une médaille de bronze lors de la poursuite à Alta Moriana en 2004.

### Championnats d'Europe junior
- Médaille d'argent du relais en 2004.

### Universiades
- Médaille d'argent de l'individuel et du relais en 2007.
- Médaille du sprint et de la mass start en 2007.